# 何嘉仁書店
何嘉仁書店（英語：Hess Bookstore）是台灣一家連鎖書店，為何嘉仁實業創立的何嘉仁文教機構（Hess Educational Organization，創立於1983年）。

## 營業據點
| 縣市   | 地點   | 名稱                                     |
| 臺北市 | 中山區 | 民權店：臺北市中山區民權東路二段107號1樓 |
| 基隆市 | 仁愛區 | 基隆親子書苑：基隆市仁愛區仁一路299號1樓 |

## 外部連結
- 何嘉仁書店（页面存档备份，存于）
- 何嘉仁網路書店 （页面存档备份，存于）
- 台灣公司資料 （页面存档备份，存于）
- 何嘉仁書店民權店的Facebook專頁
- 何嘉仁書店基隆店的Facebook專頁
- 何嘉仁書店土城金城店×日光角落金城店的Facebook專頁
- 何嘉仁書店的Instagram帳戶